# Tapaxčirahčiíka
Tapaxčirahčiíka (Drinks Brain Soup) Drinks Brain Soup ime je heroja Arikara, jednog od para čarobnih blizanaca. Unatoč svom imenu koje zvuči jezivo, Drinks Brain Soup nije čudovište ili kanibal... njegova trudna majka je ubijena, a otac ga je uzeo iz njezine utrobe i hranio ga juhom od jelenjeg mozga umjesto majčinim mlijekom. Njegov brat blizanac Dugi zubi (Aáhčes) magično je stvoren iz potomstva.